# Atyria fumosa
Atyria fumosa är en fjärilsart som beskrevs av Köhler 1924. Atyria fumosa ingår i släktet Atyria och familjen mätare. Inga underarter finns listade i Catalogue of Life.